# Лінза

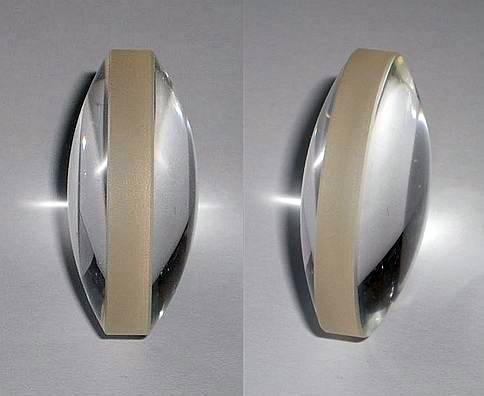
Лінза

Опти́чна лі́нза (нім. Linse, від лат. lens — «сочевиця»), заст. со́чка — найпростіший оптичний елемент, виготовлений із прозорого матеріалу, обмежений двома заломлюючими поверхнями, які мають спільну вісь, або взаємно перпендикулярні площини симетрії. При виготовлені лінз для видимого діапазону світла, використовують оптичне або органічне скло, в УФ діапазоні — кварц, флюорит, і т. д., в ІЧ-діапазоні — спеціальні сорти скла, кремінь, сапфір, германій, ряд солей тощо.
Здебільшого лінзи мають аксіальну симетрію й обмежені двома сферичними поверхнями однакового або різного радіусу.
Оптичні лінзи зазвичай виготовляються зі скла або пластику. Природною оптичною лінзою є кришталик ока.

## Історія
Найдавніша відома штучна лінза знайдена при розкопках асирійського міста Німруд. Її було створено близько 700-х років до н. е. Лінза була знайдена археологом Остіном Генрі Лейардом у 1853 році і зараз виставлена в Британському музеї. Лінза має овальну форму і досягає 3-кратного збільшення. Одна її сторона пласка, а інша — опукла.
Найдавніша письмова згадка про лінзи зустрічається в п'єсі Арістофана «Хмари» (434 до н. е.), де вона називається запалювальним склом. Деякі дослідники вважають, що в цей час в античному світі лінзи вже давно використовувалися для живопису, або для гравування гербових печаток.
Пліній Старший (23-79) також описував використання запалювальних лінз в Римській Імперії, а також задокументував використання лінз для корекції зору: Нерон дивився на бої градіаторів через увігнуту смарагдову лінзу через короткозорість. Також Пліній і Сенека описували збільшуючі властивості скляних ємностей, заповнених водою.
Під час розкопок на острові Готланд у 1999 році були знайдені кришталеві лінзи Вісбі, що були виготовлені близько XI століття з небувалою точністю, порівняною з асферичними лінзами 1950-х.
Між XI і XIII століттям були винайдені «читальні камені» — скляні напівсфери, що, будучи покладені на сторінку, дозволяли читати її людям з пресбіопією (старечою далекозорістю). Вони часто використовувалися монахами для ілюмінування. Експерименти з ними дали розуміння, що тонкі лінзи дають краще зображення.
Широкого розповсюдження лінзи набули після винайдення окулярів, ймовірно в Італії в 1280-х. Тоді у Венеції і Флоренції з'явилися великі індустрії що займалися виготовленням і шліфуванням лінз. Пізніше центри виготовлення окулярів виникли в Німеччині і Нідерландах. Розповсюдження таких виробництв підштовхнуло дослідження оптики, що в 1595 році призвело до винайдення мікроскопу, а в 1608 — телескопу.
Подальше удосконалення лінз велося в напрямку позбавлення хроматичних аберацій. Завдяки значним успіхам в теорії оптики, стало зрозуміло, що неможливо створити лінзу, що не буде мати таких дефектів, але можливо позбутися їх, комбінуючи кілька лінз. 1733 року така система, що зараз називається ахромат, була створена англійцем Честером Муром Холом.

## Типи лінз
Лінзу називають тонкою, якщо її товщина мала порівняно з радіусами сферичних поверхонь, що її обмежують. Сферичні тонкі лінзи бувають опуклі і ввігнуті.
Опуклі лінзи мають властивість збирати заломлене світло (кожну з лінз можна умовно розділити на три частини, з яких краї — призми, що заломлюють промені до основи, а середина — плоскопаралельна пластинка), тому їх називають збиральними (у них середина товста, а краї тонші).
Ввігнуті лінзи розсіюють світло після заломлення, їх називають розсіювальними (середина тонка, а краї товстіші).
Залежно від розташування центрів сферичних поверхонь та їхнього радіусу розрізняють такі типи лінз
1. двоопукла лінза
2. плоско-опукла лінза
3. збиральний меніск
4. двоввігнута лінза
5. плоско-ввігнута лінза
6. розсіювальний меніск

В залежності від того, сходяться чи розходяться паралельні пучки променів після проходження лінзи, лінзи поділяють на збиральні й розсіювальні.

Асферична двоопукла лінза

Більш складними є асферичні лінзи. Вони бувають радіально-симетричними, можуть мати площини симетрії, або бути взагалі несиметричними. Переріз асферичної лінзи, у загальному випадку, описується рівнянням
{\displaystyle x=A|y|+By^{2}+C|y^{3}|+Dy^{4}+...}
Найпоширеніші варіанти, коли коофіцієнти при всіх непарних ступенях дорівнює нулю.
Завдяки своїй складній формі, аберації в таких лінзах значно менші, одна асферична лінза може замінити 2-3 тонких. При цьому, у виготовленні такі лінзи, зазвичай, складніші і дорожчі за звичайні.
Несиметричні варіанти часто мають астигматизм, тому можуть використовуватися для компенсації астигматизму ока в окулярах.

## Характеристики лінзи
Вісь симетрії аксіально-симетричної лінзи називається оптичною віссю. Світловий промінь, який розповсюджується уздовж оптичної осі, не заломлюється.
Важливими характеристиками лінзи є фокусна відстань і обернена до неї величина, яку називають оптичною силою лінзи.
Лінза називається тонкою лінзою, коли її товщина набагато менша за фокусну віддаль. У протилежному випадку, коли товщиною лінзи не можна знехтувати в порівнянні з фокусною віддаллю, лінзу називають товстою.
Оптичний центр лінзи — точка, при проходженні через яку промінь світла не змінює свого напряму.

## Головний фокус
Збиральна лінза має властивість збирати промені, випущені з однієї точки, в іншій точці з іншого боку лінзи. Якщо на деякій відстані перед лінзою розмістити точку А, то промені, що виходитимуть із цієї точки, проходитимуть через лінзу, заломлюючись до оптичної осі, і збиратимуться в точці А'. Ця точка називається спряженим фокусом до точки А.
Якщо віддаляти точку А від лінзи, то точка А' переміщатиметься ближче до лінзи, і навпаки.
Якщо точка А знаходитиметься нескінченно далеко від лінзи, то промені від неї будуть паралельними, а точка А' називатиметься головним фокусом лінзи, а відстань до неї — головною фокусною відстанню.
Площини, що проходять через головні фокуси лінзи перпендикулярно до її головної оптичної осі, називають фокальними площинами лінзи. Точки перетину побічних оптичних осей з фокальними площинами лінзи називають побічними фокусами лінзи.

## Зображення, утворене лінзою
При побудові зображень створених двоопуклою лінзою, проводять три лінії:
1. Із вершини предмета паралельно оптичній осі лінзи до головної площини лінзи, далі, заломлюючись, через задній головний фокус.
2. Із вершини предмета через центр лінзи.
3. Із вершини предмета через передній фокус до головної площини лінзи, а далі паралельно оптичній осі лінзи.

Ці три лінії перетинаються в одній точці і дають зображення вершини предмета. Відповідно до формули:
{\displaystyle {\frac {1}{S_{1}}}+{\frac {1}{S_{2}}}={\frac {1}{F}}}
1. Якщо предмет знаходиться далі за подвійну фокусну відстань, то зображення знаходитиметься позаду лінзи між фокусом і подвійним фокусом і буде дійсним, перевернутим і зменшеним.
2. Якщо предмет знаходиться між фокусом і подвійним фокусом перед лінзою, то зображення буде позаду лінзи за подвійним фокусом і буде дійсним, перевернутим і збільшеним.
3. Якщо предмет знаходиться ближче від фокуса перед лінзою, то зображення буде ще ближче перед лінзою і буде уявним, прямим і збільшеним.

## Комбінація декількох лінз (центрована система)
Лінзи можуть комбінуватись одна з одною для побудови складних оптичних систем. Оптична сила системи з двох лінз визначається як проста сума оптичних сил кожної лінзи (за умови, що обидві лінзи можна вважати тонкими і вони розташовані упритул одна до одної на одній осі):
{\displaystyle {\frac {1}{F}}={\frac {1}{F_{1}}}+{\frac {1}{F_{2}}}}.
Якщо дві лінзи розташовуються на деякій віддалі одна від одної і їх осі збігаються (система з довільного числа лінз, з таким розташуванням називається центрованою системою), то їх загальну оптичну силу з достатнім ступенем точності можна отримати з виразу:
{\displaystyle {\frac {1}{F}}={\frac {1}{F_{1}}}+{\frac {1}{F_{2}}}-{\frac {L}{F_{1}F_{2}}}},
де {\displaystyle L} — відстань між головними площинами лінз.

## Недоліки простої лінзи
У сучасних оптичних приладах до якості передавання зображення ставляться високі вимоги.
Зображення, що передається простою лінзою, через низку недоліків не задовольняють ці вимоги. Усунення більшості недоліків досягається відповідним підбором ряду лінз у центровану оптичну систему — об'єктив. Недоліки оптичних систем називаються абераціями, які поділяються на такі види:

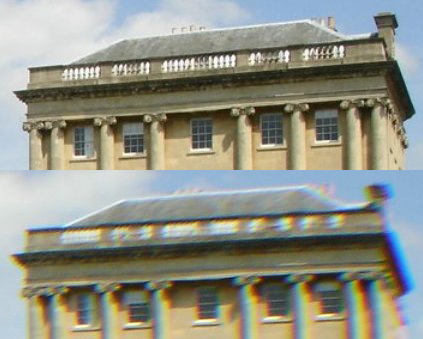
Хроматична аберація. Верхнє зображення показує фотографію, зроблену за допомогою вбудованого об'єктиву цифрової камери (Sony V3). Нижня фотографія зроблена тією ж камерою, але з додатковим ширококутним об'єктивом

- геометричні аберації, що проявляються як порушення гомоцентричності пучка реальною оптичною системою, що призводить до спотворення зображення[3], до яких належать:
  - коматична аберація — порушення гомоцентричності, що виникає при косому проходженні променів через оптичну систему. Може розглядатися як сферична аберація променів, що проходять не через оптичну вісь системи;
  - астигматизм — геометрична аберація вузьких пучків, за якої зображення позаосьової точки предмета має вигляд двох взаємно перпендикулярних відрізків, розташованих на скінченних відстанях від площини параксіального зображення. Виникає при проходженні через систему хвилі зі сферичним хвильовим фронтом;
  - дисторсія — геометрична аберація, за якої лінійне збільшення є змінною величиною, а точка зображується точкою. Це призводить до геометричної невідповідності між об'єктом та його зображенням;
  - кривина поля зображення — геометрична аберація, за якої зображення плоского предмета лежить на викривленій поверхні;
- хроматична аберація — аберація, викликана дисперсією заломленого білого променя, що призводить до утворення монохроматичних зображень, які відрізняються величиною та положенням. Пов'язана із різницею коефіцієнтів заломлення світла для світла різного кольору;
- термооптична аберація — виникає внаслідок неоднорідних температурних змін різних частин оптичного приладу. Проявляється у зміні розташування та розмірів зображення;
- дифракційна аберація — обумовлюється хвильовою природою світла, і отже — має фундаментальний характер, і тому принципово її усунути неможливо. Ця аберація виникає внаслідок дифракції світла на діафрагмі та оправі об'єктива. Вона визначає теоретичну роздільну здатність оптичних приладів

## Виготовлення лінз із заданою фокусною відстанню
Радіуси кривизни поверхонь лінзи й її фокусна відстань пов'язані наступним співвідношенням:
{\displaystyle {\frac {n_{0}}{f}}=(n-n_{0})\left[{\frac {1}{R_{1}}}-{\frac {1}{R_{2}}}+{\frac {(n-n_{0})d}{nR_{1}R_{2}}}\right]},
де {\displaystyle \ f} — фокусна відстань,
{\displaystyle \ n} — показник заломлення матеріалу лінзи, {\displaystyle n_{0}\!} — показник заломлення середовища, яке оточує лінзу,
{\displaystyle \ d} — товщина лінзи (відстань між сферичними поверхнями вздовж оптичної осі),
{\displaystyle R_{1}} — радіус кривини поверхні, яка ближча до джерела світла (далі від фокальної площини),
{\displaystyle R_{2}} — радіус кривини поверхні, яка далі від джерела світла (ближче до фокальної площини).
Для {\displaystyle R_{1}} у цій формулі, знак радіуса береться «+», якщо поверхня випукла, і «−», якщо вгнута. Для {\displaystyle R_{2}} навпаки — «+», якщо вгнута, і «−», якщо випукла.

## Інші типи лінз

Лінза Френеля (1) та звичайна лінза (2)

- Циліндрична лінза[en] — вигнута лише в одній площині(якщо це опукла лінза, то вона нагадує сегмент циліндра). Фокусує світло в лінію, а не в точку. Її використовують, наприклад, для того, щоб перетворити еліптичний пучок світла від діодного лазеру на круглий.
- Лінза Френеля — її поверхня розбита на концентричні кола, кожне з яких виглядає як зовнішній бік звичайної лінзи. Це дозволяє значно зменшити товщину і вартість лінзи. Лінзи Френеля зі скла використовували на маяках, де потрібні великі лінзи.
- Суперлінза[en] — зроблена з метаматеріалів (наприклад, з таких, що мають від'ємний показник заломлення), для того щоб обійти дифракційний ліміт.
- Аксіконус[en] — особливий тип лінзи, одна сторона якої пласка, а інша — конічна. Перетворює промінь лазера на кільце. Може використовуватися для перетворення пучка Гауса на пучок Бесселя[en].

## Лінзи в житті
Лінзи є універсальним оптичним елементом більшості оптичних систем. Традиційне застосування лінз: біноклі, телескопи, оптичні приціли, теодоліти, мікроскопи і фотовідеотехніка. Поодинокі збираючі лінзи використовують як збільшувальне скло.
Інша важлива сфера застосування лінз офтальмологія, де за допомогою них виправляють різні недоліки зору — короткозорість, далекозорість, неправильна акомодація, астигматизм і т. д. Лінзи використовують у таких пристосуваннях, як окуляри і контактні лінзи.
У радіоастрономії й радарах часто використовують діелектричні лінзи, що збирають потік радіохвиль у приймальну антену, або фокусуючи на цілі.
У конструкції плутонієвих ядерних бомб для перетворення сферичної ударної хвилі застосовувалися лінзові системи, виготовлені з вибухівки з різною швидкістю детонації